# Valchov
Valchov je obec v okrese Blansko v Jihomoravském kraji. Žije zde 456 obyvatel.

## Název
Vesnice vznikla kolem mlýna, v němž byla valcha, starobylé zařízení na zpracování sukna. Název vsi tedy označoval osadu, v níž bylo takové zařízení.

## Historie
První písemná zmínka o obci pochází z roku 1505, kdy náležela k boskovickému panství. Těžila se tu železná ruda, v 18. století se tu také těžila zelená skalice a uhlí.

## Obyvatelstvo
| Rok            | 1869 | 1880 | 1890 | 1900 | 1910 | 1921 | 1930 | 1950 | 1961 | 1970 | 1980 | 1991 | 2001 | 2011 | 2021 |
| -------------- | ---- | ---- | ---- | ---- | ---- | ---- | ---- | ---- | ---- | ---- | ---- | ---- | ---- | ---- | ---- |
| Počet obyvatel | 387  | 378  | 374  | 415  | 389  | 411  | 406  | 414  | 465  | 439  | 425  | 425  | 447  | 464  | 445  |
| Počet domů     | 45   | 51   | 52   | 53   | 57   | 60   | 73   | 93   | 99   | 99   | 102  | 128  | 133  | 147  | 160  |

## Obecní správa
Mezi lety 1869–1985 Valchov byl obcí v okrese Boskovice (1869–1950) a později v okrese Blansko. Od 1. ledna 1986 do 31. prosince 1991 patřil jako část města k Boskovicím a od 1. ledna 1992 je opět samostatnou obcí.

### Obecní symboly
Znak a vlajka byly obci uděleny rozhodnutím předsedy Poslanecké sněmovny Parlamentu České republiky dne 5. dubna 2001.

## Pamětihodnosti
- Kaple svatého Petra a Pavla
- Mlýn
- Památník padlým první a druhé světové války

## Galerie

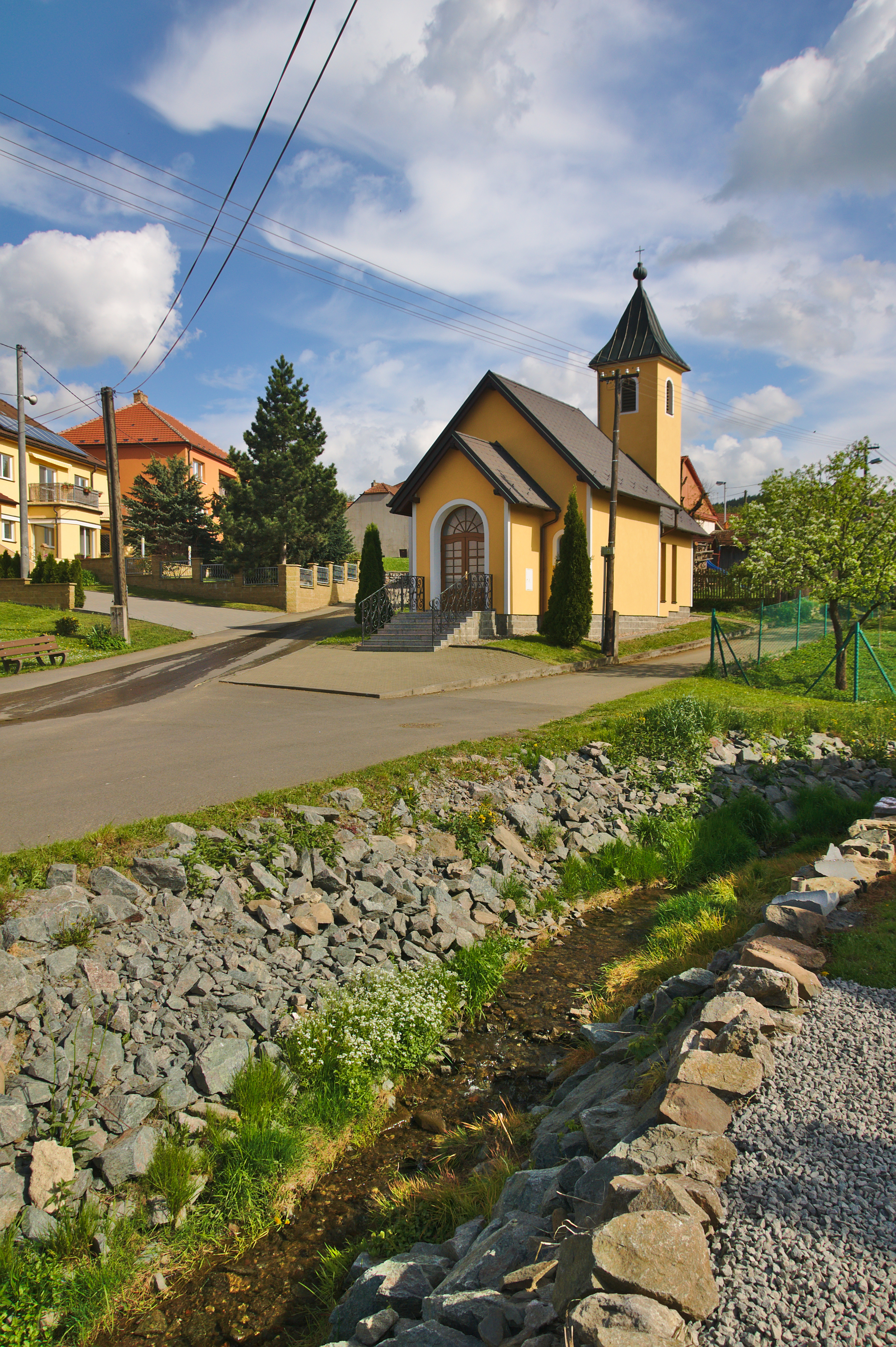
Koryto potoka Valchovka s kaplí svatého Petra a Pavla
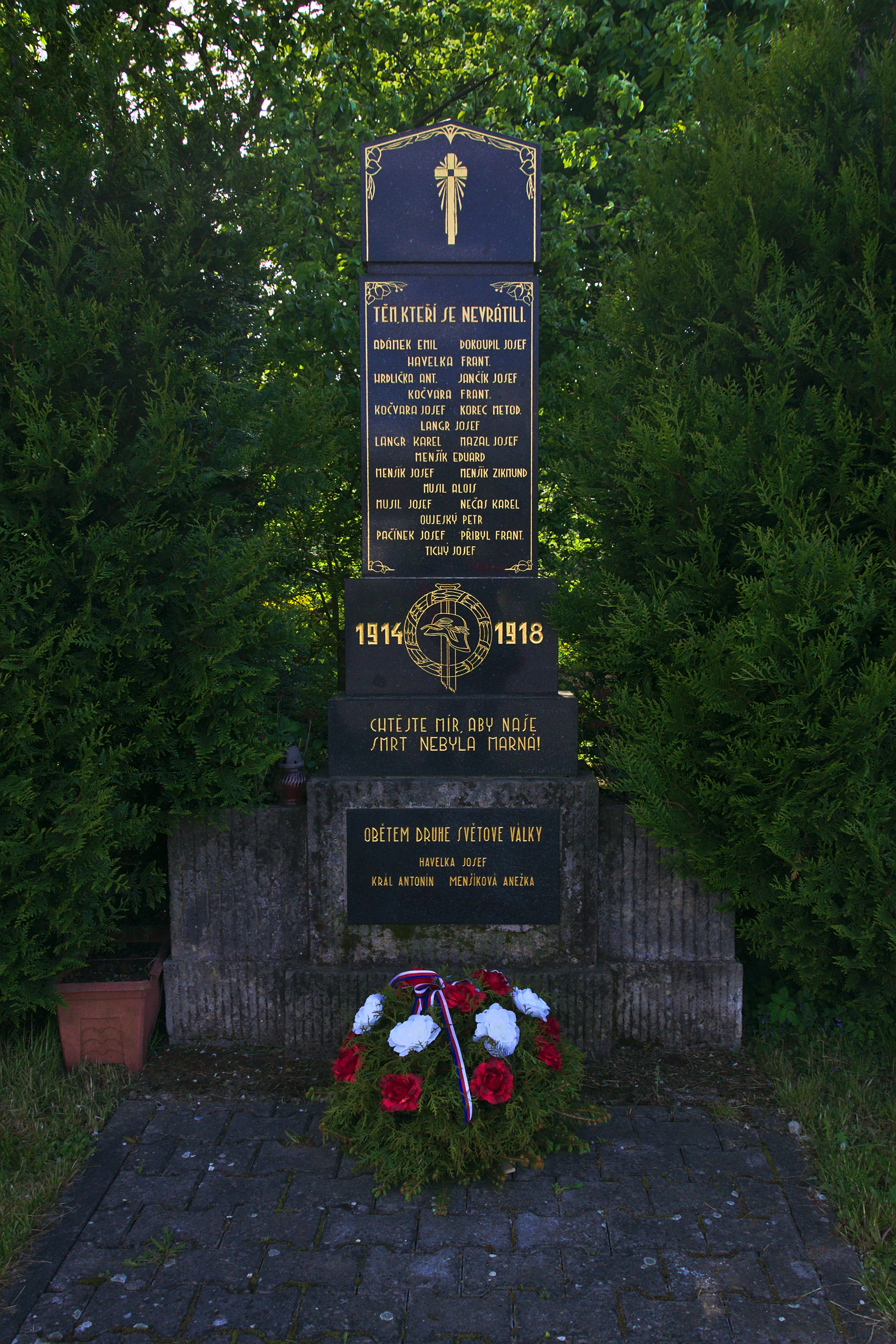
Pomník obětem světových válek
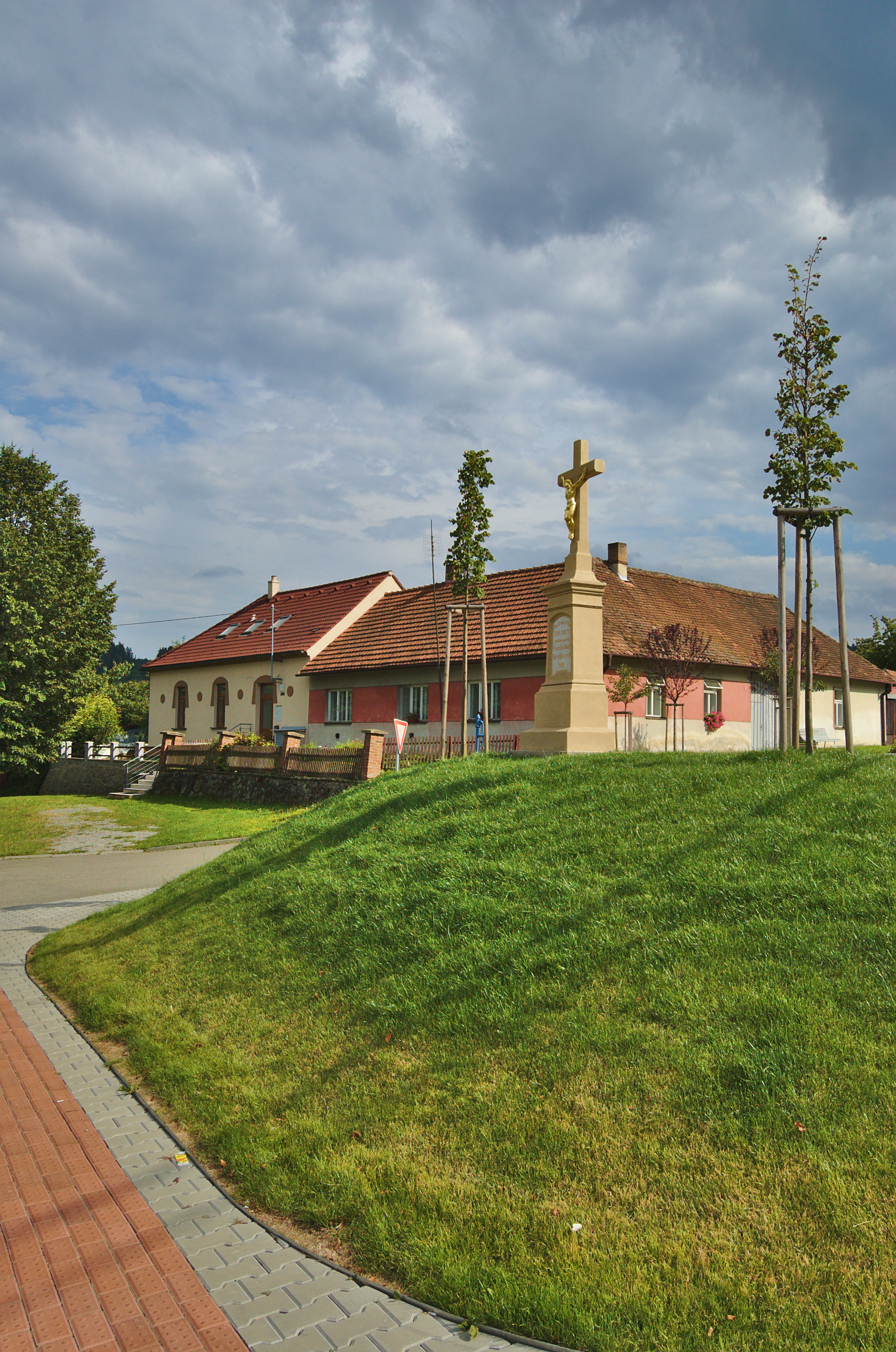
Kříž před bývalou školou
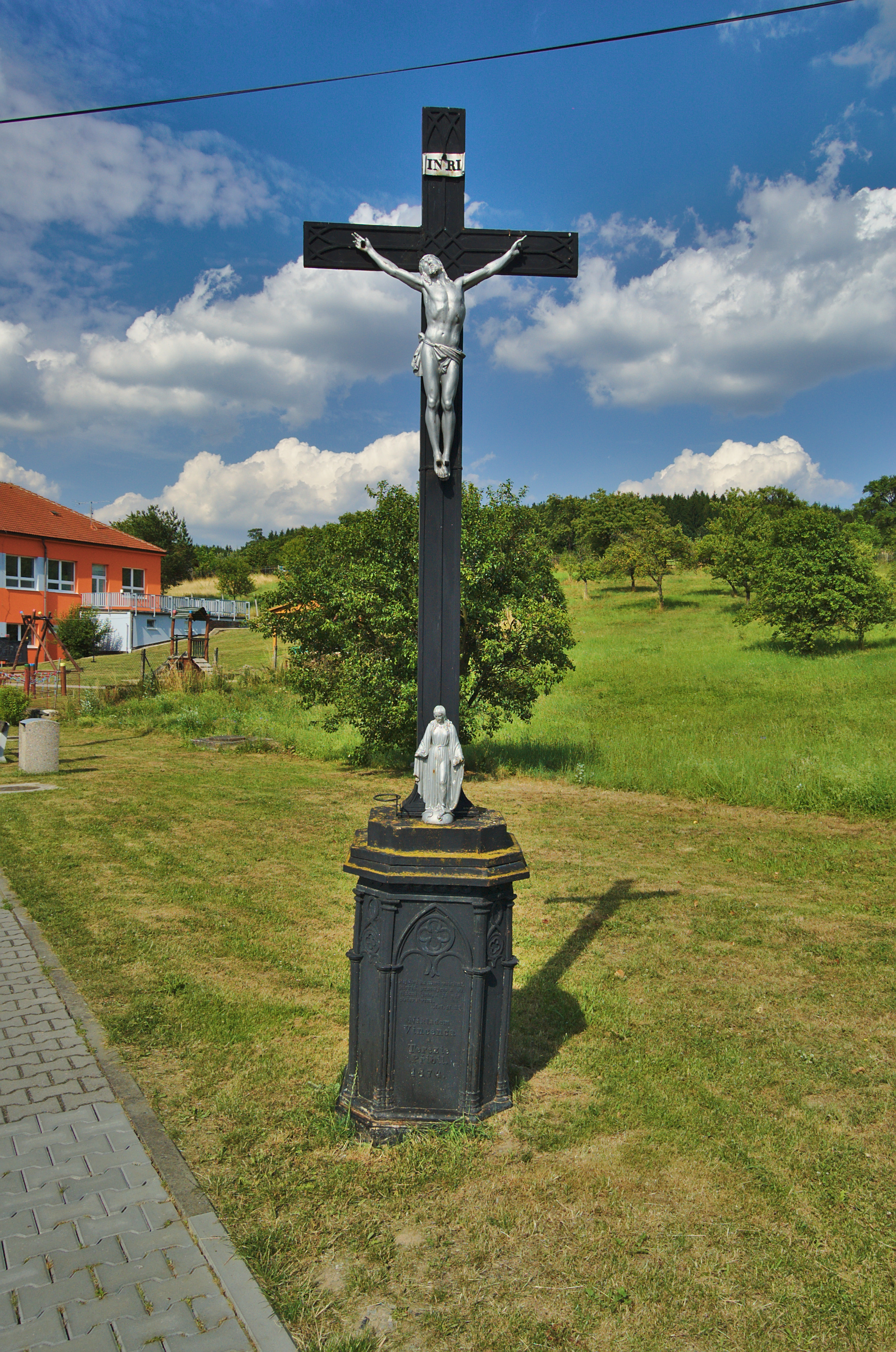
Kříž na křižovatce u odbočky na Velenov
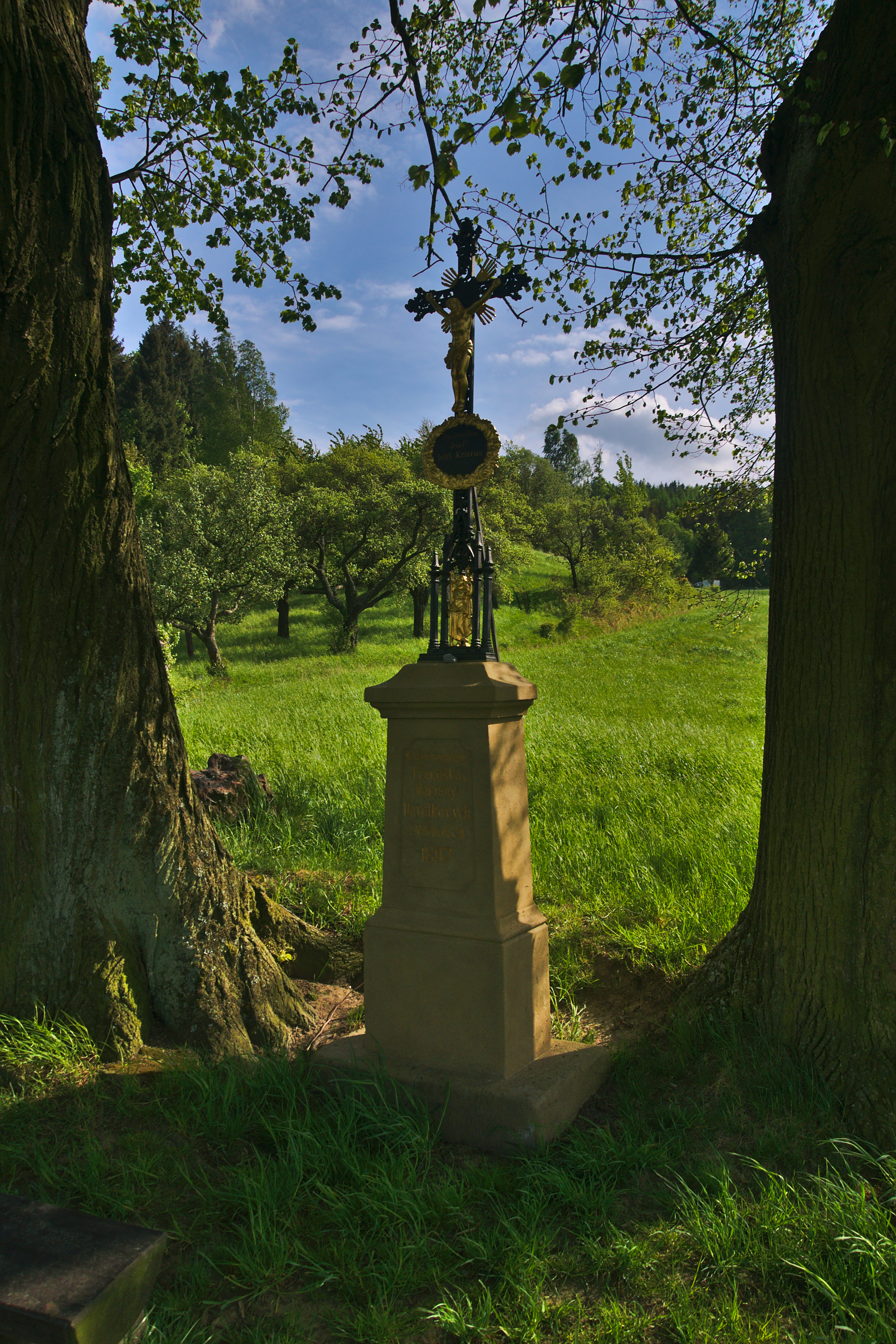
Kříž jihozápadně nad obcí
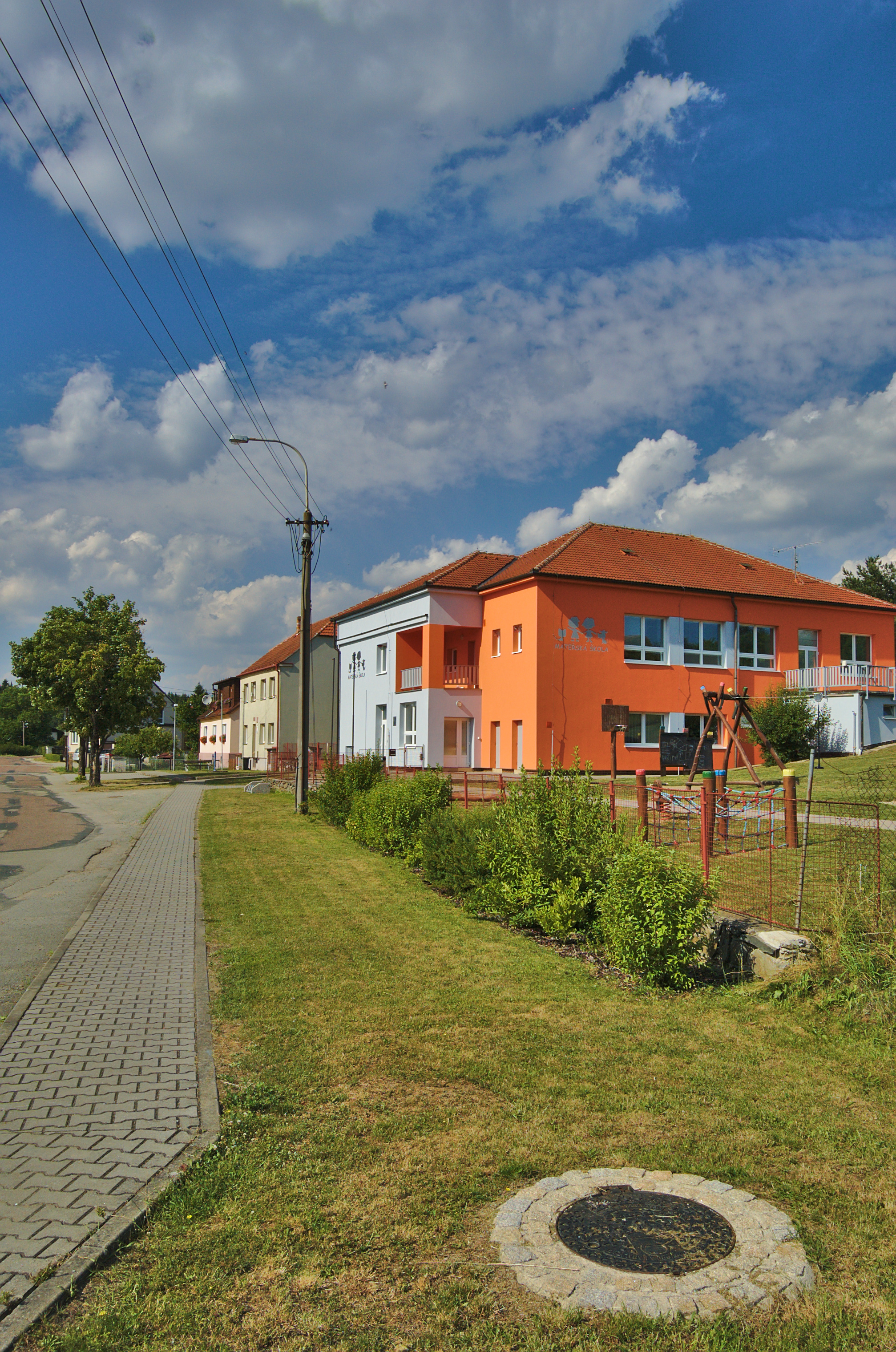
Mateřská škola
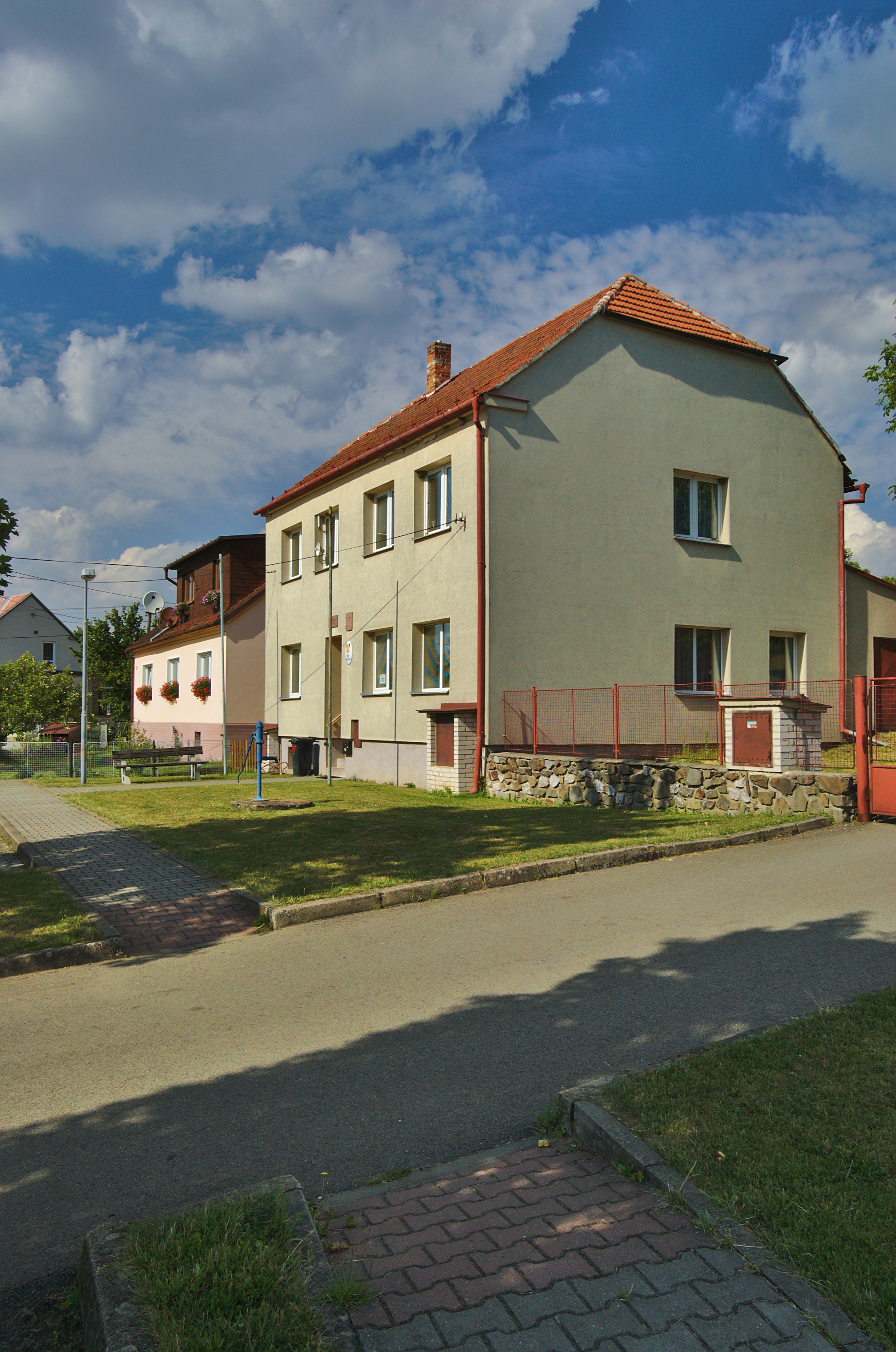
Obecní úřad

## Zajímavost
Jménem obce byla pojmenována i neprůhledná varianta jantaru – valchovit.